# Червоний псалом (фільм)
«Червоний псалом» (угор. Még kér a nép, дослівно — «Поки народ ще просить») — кінофільм режисера Міклоша Янчо, що вийшов на екрани в 1972 році. За роботу над стрічкою Янчо був удостоєний призу Каннського кінофестивалю за найкращу режисуру.

## Сюжет
Фільм в алегоричній формі розповідає про деякі події угорської історії, зокрема про селянське повстання в 1890-і роки. Дія відбувається в полі, де кілька груп акторів символізують різні класи угорського суспільства: одна група — борються за свої права робітників і селян, інша — землевласників, третя — солдат тощо. У фільмі звучить багато народних і революційних пісень.

## Художні особливості
«Червоний псалом» є одним з найкращих втілень стилістичних особливостей творчості Міклоша Янчо: використання довгих планів (у фільмі використано менше 30 дублів), постійно рухається камера, що переходить від одного персонажа до іншого, і метафоричну кіномову, що базується на угорському фольклорі. Завдяки цьому події і герої втрачають свою індивідуальність, а розказана у стрічці історія революційного підйому набуває символічного, універсальне значення. За словами самого режисера, йому «…видається, що життя — це постійний рух. У процесії, демонстрації теж постійно відбувається рух, чи не так? Воно фізичне, але також і філософське: протиріччя засноване на русі, русі ідей, русі мас. Людина теж завжди оточена, знаходиться під загрозою гноблення: руху камери, які я створюю, припускають і це теж».